# Arnold van Soissons
De heilige Arnold van Soissons ( Tiegem, 1040 – Oudenburg, 1087), wilde priester worden maar zijn peter, Arnulf van Oudenaarde, bewerkstelligde dat hij ridder in dienst van de graaf van Vlaanderen, Boudewijn V werd. Hij trad echter in 1070 toe tot de Sint-Medardusabdij te Soissons. Daar leefde hij als kluizenaar maar werd in 1077 tot abt verkozen. In 1081 werd hij  - tegen zijn zin - door Hugo van Die gewijd tot bisschop van Soissons.
Omstreeks 1083 werd hij door paus Gregorius VII naar Vlaanderen gestuurd om vrede te stichten. Hij ontmoette de Vlaamse graaf Robrecht de Fries te Rijsel. Deze had conflicten met de adel omdat hij de opkomende steden steunde, en Arnoldus maakte een rondreis door Vlaanderen om de vrede te herstellen. In 1084 ontving hij in de Sint-Pieterskerk te Oudenburg onder meer Cono I, die heer was van Eine, Oudenburg en Vladslo, en Rabod II, die bisschop was van Noyon-Doornik (deze bisdommen waren verenigd tot 1146). Bij deze gelegenheid stichtte hij de Sint-Pietersabdij. Toen trad hij af als bisschop van Soissons.
Niet veel later moest hij opnieuw een vredesmissie houden, maar daarbij stierf hij.
In 1120 werd hij door de kerkvergadering te Beauvais, onder leiding van bisschop Lambert van het bisdom Noyon-Doornik, tot de eer der altaren verheven. In 1121 werd daartoe te Oudenburg een plechtigheid gehouden die geleid werd door bisschop Lambert.
Hoewel dus geen gecanoniseerde heilige, wordt hij wel als zodanig vereerd, mede omdat hij vrede heeft gesticht. Hij is patroon van de bierbrouwers en herbergiers omdat hij in tijden van besmettelijke ziekten de mensen aangeraden zou hebben om bier te drinken in plaats van besmet water. Hij wordt als een bisschop afgebeeld en heeft als attributen soms een biervat of -kruik aan de voeten en draagt hij een roervork, een instrument dat bij het brouwen wordt gebruikt. Ook heeft hij soms een kerkje in zijn hand, wat verwijst naar de stichting van de abdij. Hij wordt ook wel als patroonheilige van de molenaars (eigenlijk is dit: Sint-Victor) en van de gevonden voorwerpen (eigenlijk is dit: Antonius van Padua) aangeroepen.
Zijn feestdag worden gevierd op 14 en 15 augustus; in het bisdom Brugge op 16 augustus.

## Zegening van het bier
Latijn: Benedic, Domine, creaturam istam cerevisiae, quam ex adipe frumenti producere dignatus es: ut sit remedium salutare humano generi: et praesta per invocationem nominis tui sancti, ut, quicumque ex ea biberint, sanitatem corporis, et animae tutelam percipiant. Per Christum Dominum nostrum. Amen.
Français: Bénis, O Seigneur, cette bière nouvelle, qu'il t'a plu de tirer de la tendresse du grain: puisse-t-elle offrir au genre humain un remède salutaire: fais que, par l'invocation de Ton saint nom, quiconque en boive recouvre la santé du corps et la protection de son âme. Au nom du Christ notre Seigneur. Amen.
Engels: Bless, O Lord, this creature beer, that Thou hast been pleased to bring forth from the sweetness of the grain: that it might be a salutary remedy for the human race: and grant by the invocation of Thy holy name, that, whosoever drinks of it may obtain health of body and a sure safeguard for the soul. Through Christ our Lord. Amen.